# Gisors
Gisors é uma comuna francesa na região administrativa da Normandia, no departamento de Eure. Estende-se por uma área de 16,66 km². Em 2010 a comuna tinha 11 842 habitantes (densidade: 710,8 hab./km²).
1. 1 2  «Populations légales 2018. Recensement de la population Régions, départements, arrondissements, cantons et communes». www.insee.fr (em francês). INSEE. 28 de dezembro de 2020. Consultado em 13 de abril de 2021